# Jesper Clemmensen
Jesper Clemmensen (født i 1975 i Holeby på Lolland) er journalist, forfatter og tilrettelægger af dokumentarfilm til både DR1, DR2 og TV 2.

## Opvækst
Jesper Clemmensen er født og opvokset i den lollandske by Holeby. Han blev hf-student fra Nakskov Gymnasium i 1994 og uddannet journalist fra Danmarks Journalisthøjskole i 2003. Han er gift og har to døtre.

## Forfatterskab
I 2012 udgav han bogen Flugtrute Østersøen. Historien om "den usynlige mur" mellem DDR og Danmark under den kolde krig behandler østtyskeres flugt til Danmark. Bogen vandt prisen som Årets Historiske Bog i 2012. Jesper Clemmensen har efterfølgende udgivet bøgerne Skyggemand i 2017 og Afhopperne i 2020. I maj 2021 udgav han bogen Skibet fra Helvede - da Anden Verdenskrigs rædsler drev i land på Møn sammen med journalisten Thomas Albrektsen.
Både Flugtrute Østersøen og Skyggemand blev nomineret til Weekendavisens Litteraturpris.